# كينيث بي ميلر
كينيث بي ميلر (بالإنجليزية: Kenneth P. Miller)‏ هو عالم سياسة أمريكي، ولد في 3 يونيو 1948.